# Poa trivialis
Poa trivialis là một loài cỏ trong họ hòa thảo, thuộc chi poa.

## Hình ảnh

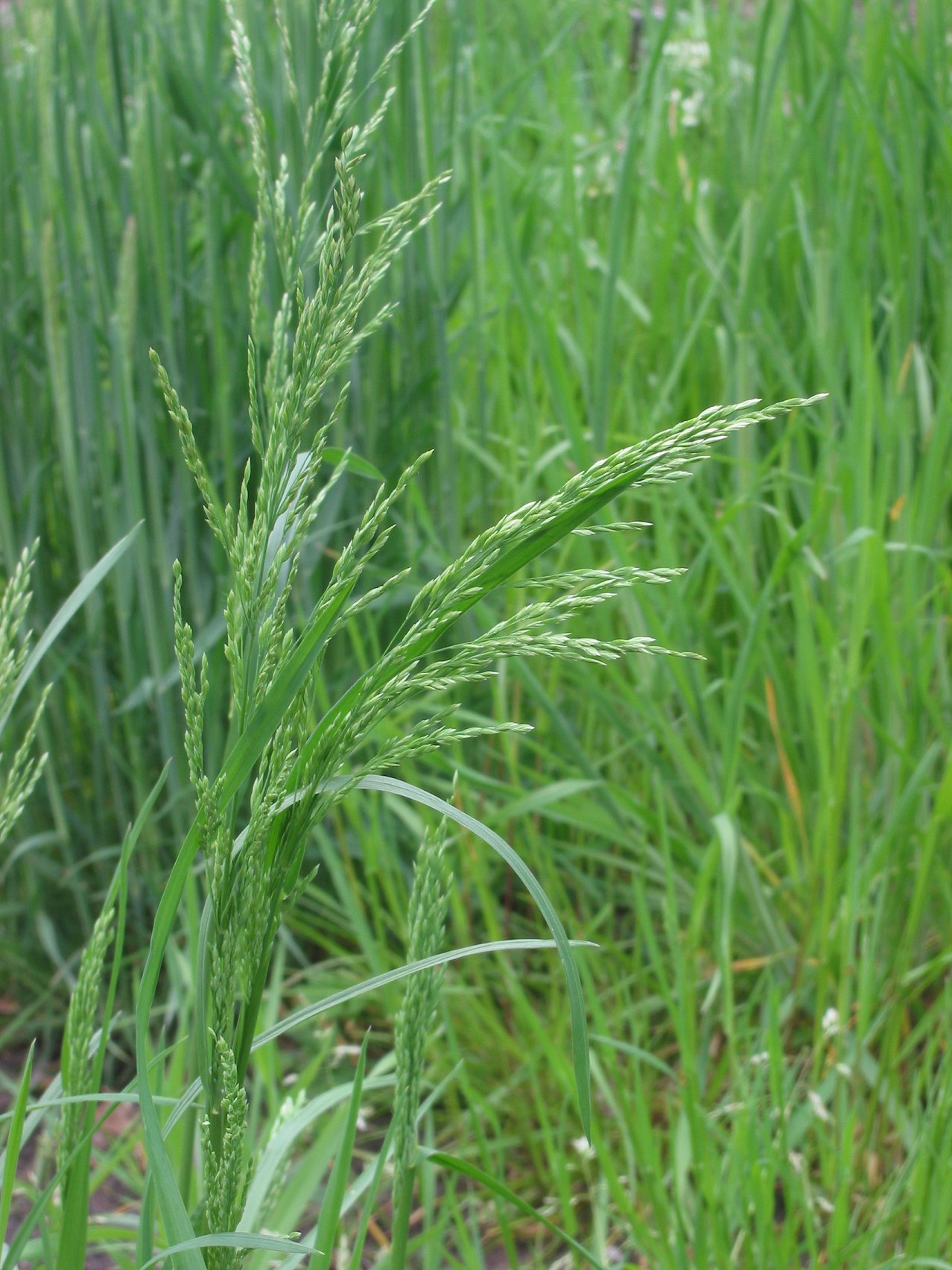
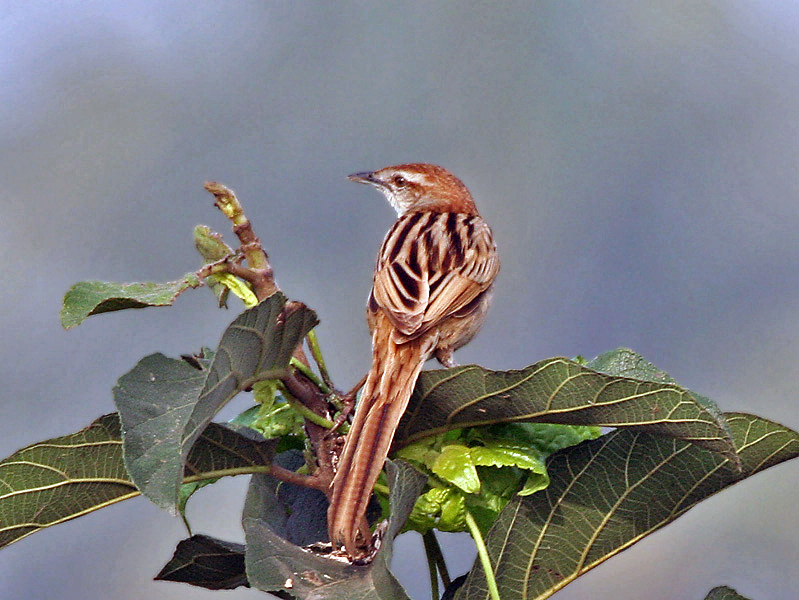
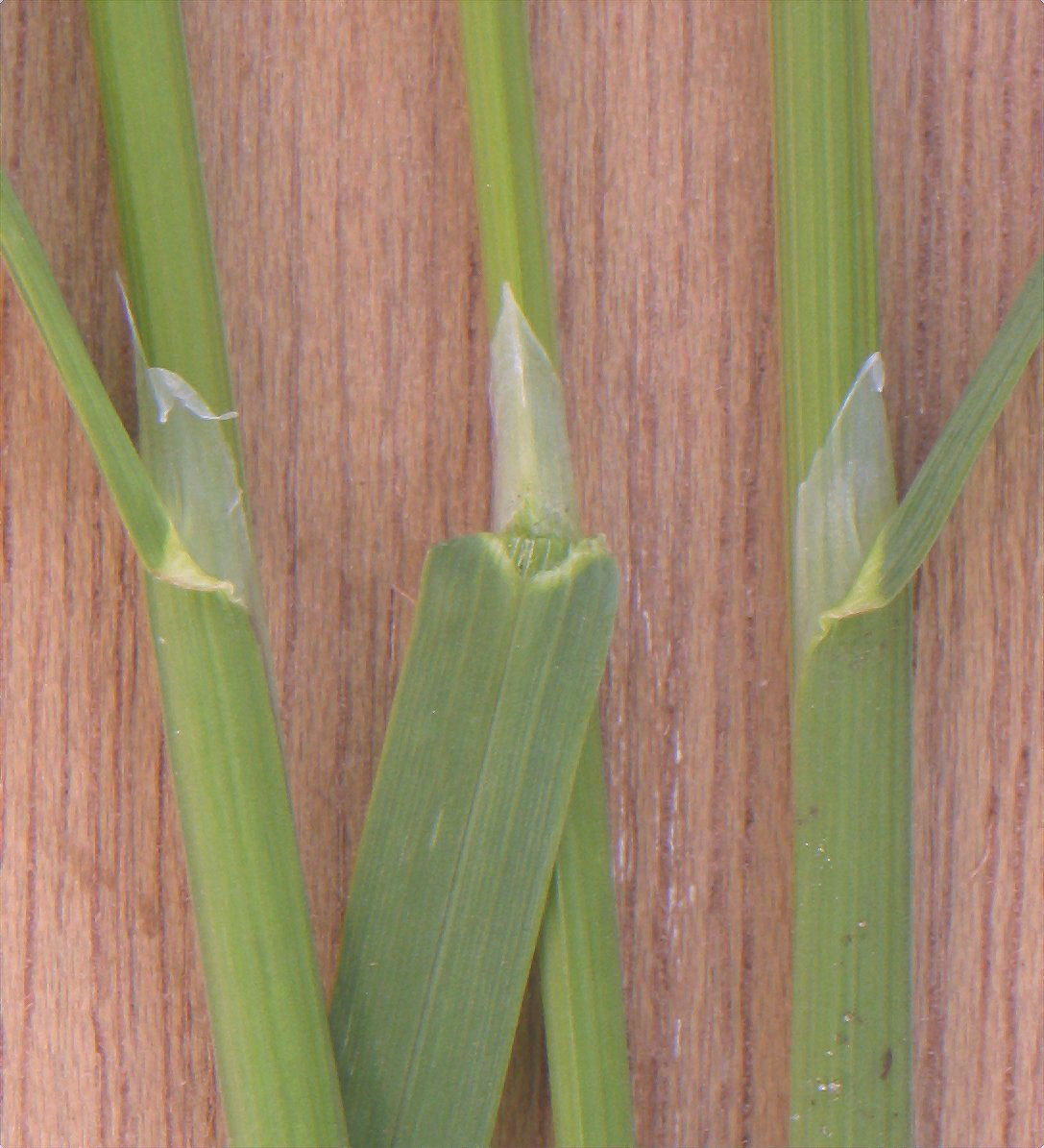
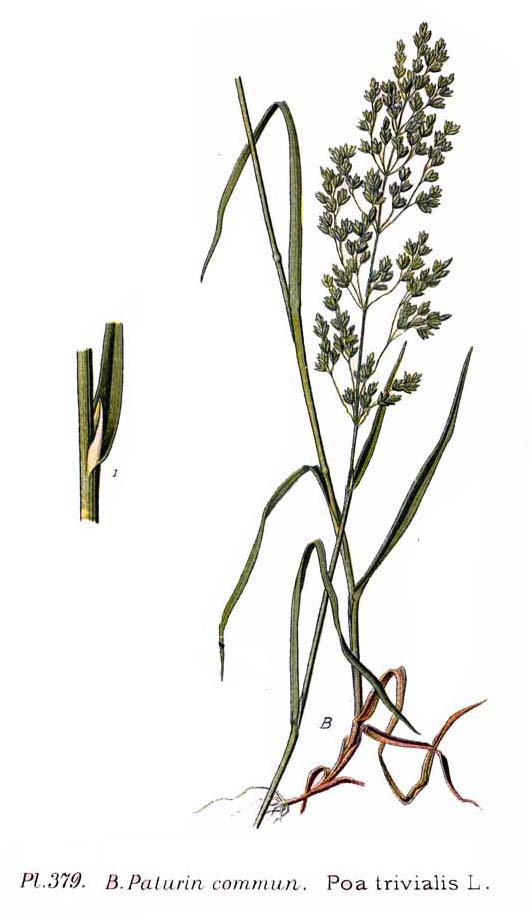